# Papilio xuthus
Il macaone asiatico, noto anche come macaone cinese (Papilio xuthus Linnaeus, 1767), è un lepidottero diurno appartenente alla famiglia Papilionidae, diffuso in Asia orientale e Oceania.

## Biologia
Papilio xuthus si alimenta di piante della famiglia delle Rutacee. 
Vive comunemente nei frutteti urbani, suburbani, boschivi e negli agrumeti. Il periodo di volo va da maggio ad agosto.
I maschi usano sia segnali fisici che visivi per attrarre le compagne durante la stagione riproduttiva. Le femmine della specie si accoppiano regolarmente con più partner. Dopo l'accoppiamento, le femmine usano l'habitat e la qualità del cibo per determinare dove deporranno le loro uova.

## Distribuzione e habitat
La specie è diffusa nell'Asia nord-orientale, nel Myanmar settentrionale, nella Cina meridionale, nella penisola coreana, in Giappone (dall'Hokkaido alle isole Yaeyama), in Siberia e nelle isole hawaiane.